# Kurate
Kurate (鞍手町?) è una cittadina giapponese della prefettura di Fukuoka.